# Tommy Hilfiger (empresa)
Tommy Hilfiger B.V. (/hɪlˈfɪgɚ, -əʳ/), anteriormente conocida como Tommy Hilfiger Corporation y Tommy Hilfiger Inc. es una empresa multinacional estadounidense que tiene fábricas en China, Filipinas, Sri Lanka entre otros países asiáticos. Diseña y fabrica ropa para hombres, mujeres y niños, además de una amplia gama de productos con licencia como calzado, accesorios, fragancias y muebles para el hogar.
La empresa fue fundada en 1985 y en la actualidad sus productos se venden en grandes almacenes y en más de 1800 tiendas independientes en 100 países. En 2006, la firma de capital privado Apax Partners adquirió Tommy Hilfiger por aproximadamente 1600 millones de dólares estadounidenses y en mayo de 2010, PVH Corp. (entonces conocido como Philips van Heusen) compró la compañía. Daniel Grieder fue nombrado CEO en julio de 2014, mientras que su fundador Tommy Hilfiger sigue siendo el principal diseñador de la empresa, dirigiendo los equipos de diseño y supervisando todo el proceso creativo. Las ventas globales al por menor a través de la marca fueron de 6700 millones de dólares en 2014.